# Saint-Cyr-de-Favières
Saint-Cyr-de-Favières là một xã trong tỉnh Loire miền trung nước Pháp.